# HD 181342
HD 181342 é uma estrela na constelação de Sagittarius. Com uma magnitude aparente visual de 7,55, não é visível a olho nu. De acordo com dados de paralaxe, do segundo lançamento do catálogo Gaia, está localizada a uma distância de aproximadamente 394 anos-luz (121 parsecs) da Terra. Sua magnitude absoluta visual é de 2,2. Está se aproximando do Sistema Solar com uma velocidade radial de -0,76 km/s, sendo um componente do disco fino da Via Láctea.
HD 181342 é uma gigante de classe K com um tipo espectral de K0III, o que indica que é uma estrela evoluída que já abandonou a sequência principal. Originalmente uma estrela de classe A da sequência principal, estima-se que a estrela tenha uma massa de 1,8 vezes a massa solar e uma idade de 1,6 bilhões de anos. Com uma luminosidade 16 vezes superior à solar, a estrela expandiu-se para um raio de 4,6 vezes o raio solar e tem uma temperatura efetiva de 4 980 K. Sua metalicidade, a abundância de elementos que não são hidrogênio e hélio, é alta, com uma abundância de ferro 66% superior à solar, e sua velocidade de rotação projetada é de 1,9 km/s.
Em 2010, foi publicada a descoberta de um planeta extrassolar massivo análogo a Júpiter orbitando HD 181342, detectado pelo método da velocidade radial a partir de observações da estrela pelo espectrógrafo HIRES, no Observatório Keck. A solução orbital obtida indicava um período de 663 dias e uma massa mínima de 3,3 vezes a massa de Júpiter. Em 2016, esse planeta foi detectado independentemente em um estudo utilizando um conjunto de dados diferente, dos espectrógrafos CHIRON (no Observatório Interamericano de Cerro Tololo), FEROS (no Observatório de La Silla) e UCLES (no Telescópio Anglo-Australiano). Esses dados são mais numerosos e abrangem um tempo maior do que os da descoberta original, refinando o período do planeta para 562 dias e sua massa mínima para 2,9 massas de Júpiter. A descoberta de planetas em torno de gigantes como HD 181342 é importante, pois reflete a população de planetas em torno das estrelas de classe A, normalmente não detectáveis devido à rápida rotação delas.
| Planeta | Massa         | Semieixo maior (UA) | Período orbital (dias) | Excentricidade |
| ------- | ------------- | ------------------- | ---------------------- | -------------- |
| b       | >2,9 ± 0,2 MJ | 1,65 ± 0,04         | 562,1 ± 6,0            | 0,10 ± 0,07    |